# Comuna nova
Comuna nova, (commune nouvelle em francês) é uma coletividade territorial francesa (equivalente ao município português), que se criou com umas especificações diferentes às anteriores (comuna e comuna sócia) para favorecer o reagrupamiento comunal na França.
Dita comuna nova cria-se por união de duas ou mais comunas contíguas, que subsistirão dentro da nova comuna, como comunas delegadas mantendo seu nome e limites territoriais, salvo deliberação contrária da prefeitura da nova comuna.

## História
Em França, o estatuto de Comuna nova foi criado em base ao artigo 21 da Lei nº 2010-1563 de 16 de dezembro de 2010 da reforma das colectividades territoriais, e está destinado a favorecer um novo reagrupamento comunal.
Este regime substitui as disposições relativas às comunas sócias derivadas da Lei Marcellin de 16 de julho de 1971, e permite o reagrupamento tanto de comunas contíguas como o de mancomunidades (EPCI em francês) que desejem se transformar em novas comunas.
Para reforçar a criação de novas comunas instaurou-se um pacto financeiro, que garante atribuições estatais durante três anos, por meio da Lei nº 2015-292 de 16 de março de 2015.

## Objectivos
França, com para perto de 36800 comunas, reagrupa ela sozinha, um terço das localidades da União Européia, o que significa que dita atomização geográfica se traduz num elevado número de pequenas comunas com poucos meios, tanto materiais como organizativos, que tem levado ao estado francês a pesquisar várias modalidades de reagrupamento comunal.
As disposições anteriores que permitiam reduzir o número de comunas estavam baseadas na Lei Marcellin de 16 de junho de 1971, na que a fusão de comunas era decidida pelo Prefeto a iniciativa dos conselhos municipais das comunas implicadas e após um resultado consultivo favorável da população afectada. Estas fusões podiam fazer-se como fusões simples, onde em algumas comunas suprimidas se mantiveram prefeituras adjuntos; ou como fusões associadas, onde as antigas comunas conservavam seu território e denominação, passando a ser comunas sócias, mantendo uma prefeitura anexo, como anexo ao principal, com licença para sustentar um Registro Civil, e serviços sociais próprios.
Como queira que a Lei Marcellin teve um aplicativo muito limitado, com uma exclusão de só 1100 comunas entre 1971 e 2009, em 1999 se criou a denominada Lei Chevénement com vistas a reactivar com maior eficácia o reagrupamiento comunal mediante o desenvolvimento das mancomunidades francesas. Esta lei teve um grande sucesso com a criação de multidão de comunidade de comunas e comunidade de aglomeração.
Vendo que ainda assim carga económico que se precisa para manter tal quantidade de comunas e EPCIs é excessiva o governo francês impulsionou uma reforma profunda das colectividades territoriais para sanealas, que acabou com a adopção da lei nº 2010-1563 de 16 de dezembro de 2010 de reforma das colectividades territoriais.

## Criação
Em aplicativo do artigo L. 2113-2 do Código geral das colectividades territoriais, uma comuna nova pode ser criada:
- 1º A petição das comunas implicadas.
- 2º A petição de, no mínimo, os dois terços das prefeituras dos municípios membros de uma mancomunidade (com fiscalidade própria), sempre que representem no mínimo, mais dos dois terços do total da população de dita mancomunidade.
- 3º A petição do órgão consultivo de uma mancomunidade (com fiscalidade própria).
- 4º Por iniciativa do Prefeto departamental.

Nos casos 3º e 4º, para a criação de dita comuna nova precisa-se ademais a aprovação de dois terços das prefeituras implicadas sempre que representem no mínimo, mais dos dois terços do total da população implicada.
Ademais, se algum das prefeituras implicadas não se pronunciam a favor da criação da comuna nova, deverá ser organizado um referendo geral a todas as prefeituras para confirmar (ou desmentir) o voto maioritário a favor de dita criação.
Ainda assim, se o Prefeto considera não factível a criação de dita comuna nova por quaisquer causa, pode não dar curso à demanda, ainda que a maioria da população e/ou prefeituras implicadas estejam a favor.
Em alguns casos pode ter problemas, quando ditas comunas novas se criam a partir de comunas que estão em diferente distrito, ou departamento ou região ou EPCI,  etc, o que deve de levar a um acordo unânime entre vários prefetos dos departamentos e/ou regiões implicadas, bem como reolver infinidade de problemas, tendo que, em ocasiões, tomar o Conselho de estado francês decisões sobre litigios entre colectividades e/ou prefectos implicados na criação de ditas comunas novas.

## Funcionamento
As Comunas novas têm as mesmas concorrências que as outras comunas.

### Comunas delegadas
As comunas delegadas, aparte de manter seu nome e território, têm um prefeito delegado, designado pela prefeitura comum, com faculdades para dirigir o Registo Civil e a polícia judicial de sua comuna delegada, e que pode ser encarregado da execução das leis e ordens policiais em seu território. Dito prefeito delegado pode ser, a sua vez, conselheiro municipal da prefeitura da comuna nova e ter a seu cargo um ou vários tenentes de prefeito e um conselho delegado. 
A dito conselho delegado competem as questões seguintes:
Administrar o orçamento adjudicado à comuna delegada, podendo votar os investimentos que se apliquem a dita comuna delegada.
Administrar os serviços sociais da comuna delegada, que a prefeitura da comuna nova decida que administrem. 
É consultado pelo prefeito da comuna nova sobre qualquer deliberação urbanística ou de qualquer tipo que afecte à comuna delegada.
É consultado pelo prefeito da comuna nova sobre subvenções a associações que tenham sua actividade em dita comuna delegada.
O conselho da comuna delegada pode enviar ao prefeito da comuna nova quaisquer questão que afecte a dita comuna delegada.
As comunas delegadas não constituem uma secção eleitoral nem administram os serviços sociais, neste último caso, excepto o que decida a prefeitura da comuna nova.